# إنريكو جيلاردي
إنريكو جيلاردي (بالإيطالية: Enrico Gilardi)‏ مواليد 1957، هو لاعب كرة سلة إيطالي سابق. مثّل منتخب بلاده. شارك في مسابقة كرة السلة في الألعاب الأولمبية الصيفية.

## الميداليات
| الميدالية | المسابقة                         |
| --------- | -------------------------------- |
| فضية      | الألعاب الأولمبية الصيفية 1980   |
| ذهبية     | بطولة أمم أوروبا لكرة السلة 1983 |
| برونزية   | بطولة أمم أوروبا لكرة السلة 1985 |

## روابط خارجية
- إنريكو جيلاردي على موقع الاتحاد الدولي لكرة السلة (الإنجليزية)
- إنريكو جيلاردي على موقع ريلجم (الإنجليزية)
- إنريكو جيلاردي على موقع بروبوليرز (الإنجليزية)
- إنريكو جيلاردي على موقع سبورتس رفرنس (الإنجليزية)
- إنريكو جيلاردي على موقع اللجنة الأولمبية الدولية (الإنجليزية)
- إنريكو جيلاردي على موقع أوليمبيديا (الإنجليزية)
- إنريكو جيلاردي على موقع اللجنة الأولمبية الإيطالية (الإيطالية)